# AC Arles-Avignon
AC Arles-Avignon är en fransk fotbollsklubb bildad 1913 i staden Arles. Fram till 2010 hette klubben Athlétic Club Arles och spelade sina matcher i Arles men flyttade då till Avignon och tog namnet AC Arles-Avignon. Inför säsongen 2010-2011 blev laget uppflyttat till Ligue 1 och hade då blivit uppflyttat fyra säsonger i rad.